# Rodrigo Freites
Rodrigo Damián Freites (Moreno, Provincia de Buenos Aires, Argentina, 5 de marzo de 1995) es un exfutbolista argentino.
.

## Clubes
| Club                        | País      | Año       |
| --------------------------- | --------- | --------- |
| Deportivo Merlo             | Argentina | 2013-2015 |
| Deportes Concepción         | Chile     | 2015-2016 |
| Defensores de Belgrano (VR) | Argentina | 2016-2018 |